# Kozinci
Kozinci (en cirílico: Козинци) es una aldea de la municipalidad de Gradiška, Republika Srpska, Bosnia y Herzegovina.
Se encuentra incluida administrativamente con la comunidad de Greda (Gradiška).

## Población
| Composición de la Población - Aldea de Kozinci | Composición de la Población - Aldea de Kozinci | Composición de la Población - Aldea de Kozinci | Composición de la Población - Aldea de Kozinci | Composición de la Población - Aldea de Kozinci |
| ---------------------------------------------- | ---------------------------------------------- | ---------------------------------------------- | ---------------------------------------------- | ---------------------------------------------- |
|                                                | 2013                                           | 1991                                           | 1981                                           | 1971                                           |
| Total                                          | 1689                                           | 908 (100,0%)                                   | 692 (100,0%)                                   | 487 (100,0%)                                   |
| Varones                                        | 805                                            | -                                              | -                                              | -                                              |
| Mujeres                                        | 884                                            | -                                              | -                                              | -                                              |
| Bosniacos                                      | 2                                              | 13 (1,432%)                                    | 3 (0,434%)                                     | 2 (0,411%)                                     |
| Serbios                                        | 1560                                           | 605 (66,63%)                                   | 483 (69,80%)                                   | 336 (68,99%)                                   |
| Croatas                                        | 90                                             | 161 (17,73%)                                   | 153 (22,11%)                                   | 149 (30,60%)                                   |
| Bosnio                                         | -                                              | -                                              | -                                              | -                                              |
| Gitanos                                        | 1                                              | -                                              | -                                              | -                                              |
| Musulmanes                                     | 2                                              | -                                              | -                                              | -                                              |
| Bosnio Herzegovino                             | 2                                              | -                                              | -                                              | -                                              |
| Montenegrinos                                  | 6                                              | -                                              | -                                              | -                                              |
| Macedonios                                     | -                                              | -                                              | -                                              | -                                              |
| Albaneses                                      | -                                              | -                                              | -                                              | -                                              |
| Yugoslavos                                     | 6                                              | 85 (9,361%)                                    | 52 (7,514%)                                    | -                                              |
| Ukranianos                                     | -                                              | -                                              | -                                              | -                                              |
| Eslovenos                                      | -                                              | -                                              | -                                              | -                                              |
| Ortodoxos                                      | -                                              | -                                              | -                                              | -                                              |
| Otros                                          | 7                                              | 44 (4,846%)                                    | 1 (0,145%)                                     | -                                              |
| Sin declarar                                   | 11                                             | -                                              | -                                              | -                                              |
| Desconocidos                                   | 2                                              | -                                              | -                                              | -                                              |